# Aneta Matei (deputat)
Aneta Matei (n. 19 martie 1972) este un deputat român, ales în 2024 din partea PNL. 